# 川濯神社 (函館市根崎町)
川濯神社（かわすそじんじゃ）とは、北海道函館市根崎町にある神社である。旧社格は村社。

## 概要
根崎宮の川の東岸海岸段丘上にある。1664年（寛文4年）7月、現在地に勧請・鎮祭された。1903年（明治36年）に社殿を改築。その後一時期なかったようで、1937年（昭和12年）に別の場所にて再建され、1967年（昭和42年)に現在地に移転している。伝承によればかつては近隣の漁師が境内の樹木を目印に漁にでていたという。社殿は権現造。
1975年（昭和50年）8月29日、函館工業高等専門学校渋谷道夫助教授によって江戸時代前期の修験僧（廻国僧）円空が彫った円空仏が発見された。

## 祭神
- 木花開耶姫命[2]

## 行事
祭礼の執行は、町会長、奉讃会部長（氏子代表であり1983年<昭和58年>以後は推薦制）を中心に行われるが、春祈祷、夏祈祷（大祓い）は亀田八幡宮の宮司によって行われる。また破魔矢など縁起物は亀田八幡宮から取り寄せる。
- 初詣 - 大晦日から元旦にかけて、氏子代表を中心に六、七人が徹夜でこもる。
- 春神楽 - 2月20日頃
- 春祈祷 - 4月20日頃
- 夏祈祷（大祓い） - 6月20日頃
- 夏神楽（例大祭） - 8月15日から16日[5]

## 交通
- 根崎神社前停留所 - 函館バス下海岸線（91、91A、91C系統）